# Stanislav Bučnev
Stanislav Sergeevič Bučnev (in russo Станислав Сергеевич Бучнев?; in armeno Ստանիսլավ Բուչնև?, Stanslav Bowčnew; Vladikavkaz, 17 luglio 1990) è un calciatore russo naturalizzato armeno, portiere del P'yownik e della nazionale armena.

## Carriera

### Club
Ha vissuta gran parte della sua carriera in Russia: ha cominciato nel biennio
2008-2009 con l'Avtodor Vladikavkaz, formazione di
terza serie. Nel 2010 passa al Neftechimik e nel biennio 2011-2013 gioca nel Mašuk-KMV Pjatigorsk, entrambe formazioni di terza serie.
Nel 2013 approda finalmente in seconda serie militando per una stagione con la maglia dell'Angušt Nazran' e, dal 2014 al 2017, con il Volgar' Astrachan'. Gioca poi con il Tjumen' per una stagione e mezza e col Fakel Voronež nel 2019/2020, sempre in seconda serie, collezionando il poco invidiabile record di tre retrocessioni consecutive (due delle quali commutate in ripescaggio).
Dal 2020 è in Armenia con il P'yownik in massima serie, vincendo il campionato 2021-2022.

### Nazionale
Essendo di origine armena, nel 2021 opta per la nazionale armena, venendo convocato per la prima volta nel settembre dello stesso anno. Debutta da titolare nella sconfitta contro la Germania in una gara valida per le qualificazioni al campionato mondiale di calcio 2022 giocata il 14 novembre.

## Statistiche

### Cronologia presenze e reti in nazionale
| Cronologia completa delle presenze e delle reti in nazionale ― Armenia | Cronologia completa delle presenze e delle reti in nazionale ― Armenia | Cronologia completa delle presenze e delle reti in nazionale ― Armenia | Cronologia completa delle presenze e delle reti in nazionale ― Armenia | Cronologia completa delle presenze e delle reti in nazionale ― Armenia | Cronologia completa delle presenze e delle reti in nazionale ― Armenia | Cronologia completa delle presenze e delle reti in nazionale ― Armenia | Cronologia completa delle presenze e delle reti in nazionale ― Armenia |
| Data                                                                   | Città                                                                  | In casa                                                                | Risultato                                                              | Ospiti                                                                 | Competizione                                                           | Reti                                                                   | Note                                                                   |
| ---------------------------------------------------------------------- | ---------------------------------------------------------------------- | ---------------------------------------------------------------------- | ---------------------------------------------------------------------- | ---------------------------------------------------------------------- | ---------------------------------------------------------------------- | ---------------------------------------------------------------------- | ---------------------------------------------------------------------- |
| 14-11-2021                                                             | Erevan                                                                 | Armenia                                                                | 1 – 4                                                                  | Germania                                                               | Qual. Mondiali 2022                                                    | -4                                                                     |                                                                        |
| 16-11-2022                                                             | Pristina                                                               | Kosovo                                                                 | 2 – 2                                                                  | Armenia                                                                | Amichevole                                                             | -2                                                                     |                                                                        |
| 19-11-2022                                                             | Tirana                                                                 | Albania                                                                | 2 – 0                                                                  | Armenia                                                                | Amichevole                                                             | -2                                                                     |                                                                        |
| 28-3-2023                                                              | Erevan                                                                 | Armenia                                                                | 2 – 2                                                                  | Cipro                                                                  | Amichevole                                                             | -2                                                                     |                                                                        |
| 22-3-2024                                                              | Erevan                                                                 | Armenia                                                                | 0 – 1                                                                  | Kosovo                                                                 | Amichevole                                                             | -1                                                                     | 82’                                                                    |
| Totale                                                                 |                                                                        | Presenze                                                               | 5                                                                      |                                                                        | Reti                                                                   | -11                                                                    |                                                                        |

## Palmarès

### Club

#### Competizioni nazionali
- Campionato armeno: 2

P'yownik: 2021-2022, 2023-2024